# Tony Rocha
Antonio Rocha, detto Tony (Houston, 21 agosto 1993), è un calciatore statunitense naturalizzato beliziano, centrocampista svincolato e della nazionale beliziana.

## Caratteristiche tecniche
È un centrocampista centrale.

## Carriera

### Club
Ha esordito in MLS il 12 marzo 2017 disputando con il Columbus Crew l'incontro pareggiato 2-2 contro il Chicago Fire.
Dal 2019 al 2021 ha militato nel New York City.

### Nazionale
Nel settembre 2019, Rocha è stato convocato nella nazionale beliziana per le partite di CONCACAF Nations League contro la Guyana francese e Grenada, debuttandovi ufficialmente l'8 settembre 2019.

## Palmarès

### Club

#### Competizioni nazionali
- Campionato MLS: 1

New York City: 2021